# Otto Winzer
Otto Winzer (Berlín, Imperio alemán, 3 de abril de 1902 - Berlín Este, Alemania Oriental, 3 de marzo de 1975) fue un diplomático alemán que se desempeñó como ministro de Asuntos Exteriores de Alemania Oriental desde 1965 hasta 1975.

## Biografía
Winzer era hijo de obreros y aprendió el oficio de tipógrafo.
En 1919, se hizo miembro del Partido Comunista de Alemania (KPD) y luego fue director de la editorial de la Internacional Juvenil Comunista, en alemán Kommunistische Jugendinternationale o KJI. Estuvo involucrado en actividades clandestinas contra el régimen de Adolf Hitler de 1933 a 1935. En 1935, Winzer se exilió: primero fue a Checoslovaquia, luego a Francia, a continuación a los Países Bajos y finalmente, en 1939, a la Unión Soviética. Durante la Segunda Guerra Mundial trabajó para la Unión Soviética entre los prisioneros de guerra alemanes, utilizando el nombre en clave de Lorenz. Regresó del exilio el 30 de abril de 1945 con un grupo de trabajo llamado Gruppe Ulbricht, encabezado por Walter Ulbricht y encargado de ayudar a la Administración Militar Soviética en Alemania a establecer una administración en la Zona de Ocupación Soviética de Alemania después de la guerra.
Winzer se unió al Partido Socialista Unificado de Alemania (SED), el partido comunista de Alemania Oriental, en 1945 y se convirtió en miembro de su Comité Central en 1946. Fue nombrado redactor jefe adjunto del periódico oficial del partido, Neues Deutschland, en 1949 pero ya el mismo año cambió de trabajo y se convirtió en asistente personal de Wilhelm Pieck. Winzer fue secretario de Estado de 1949 a 1956 y ministro adjunto de Asuntos Exteriores de 1956 a 1959. Se desempeñó como ministro de Asuntos Exteriores de 1965 a 1975. Fue removido de su puesto debido a su mala salud y murió a los 72 años el 3 de marzo de 1975.